# Markus Stein (Dirigent)
Markus Stein (* 1977 in Merzig) ist ein deutscher Dirigent, Cembalist, Organist und Kirchenmusiker.

## Leben und Werk
Markus Stein, in Merzig im Saarland geboren, studierte nach seiner Ausbildung zum Bankbetriebswirt an der Hochschule für Musik und Darstellende Kunst Frankfurt am Main die Fächer Cembalo und Orgel. Zu seinen Lehrern zählten Wiebke Weidanz, Harald Hoeren, Sabine Bauer, Martin Lücker und Michael Schneider.
Er arbeitete als Cembalist mit vielen Experten der Alten Musik, unter anderem mit Michael Hofstetter, Wolfgang Katschner, Konrad Junghänel, Andreas Scholl, Emma Kirkby, Sigiswald Kuijken, Masaaki Suzuki und Ton Koopman zusammen.
Als Solist und Kammermusiker tritt Markus Stein mit verschiedenen Ensembles auf. Neben Rundfunk und CD-Produktionen spielte er bei bedeutenden Festivals und Konzerthäusern (u. a. Rheingau Musik Festival, Magdeburger Telemann-Festtage, Alte Oper Frankfurt, Stadttheater Gießen, Staatstheater Wiesbaden). Darüber hinaus erhielt er Konzerteinladungen nach Norfolk, Frankreich und Südafrika.
Korrepetitionsverpflichtungen führten ihn an die Kammeroper Schloss Rheinsberg, zum Vielklangfestival Tübingen sowie zu den Kunstfestspielen Herrenhausen. Als Dirigent wurde er ins Orchesterzentrum NRW eingeladen und unterrichtete dort im Fach Historische Interpretationspraxis.
Gemeinsam mit Barbara Mauch-Heinke und Felix Koch gründete er das Barockorchester Neumeyer Consort.
Markus Stein arbeitet als Leiter der Chor- und Orchesterakademie am Collegium musicum der Johannes Gutenberg-Universität Mainz und unterrichtet Generalbass und Cembalo an der Hochschule für Musik Mainz.
Seit 2015 ist er zudem künstlerischer Leiter der Evangelischen Thomaskantorei in Hofheim am Taunus.

## Diskographie
- Giovanni Benedetto Platti: Ricercari – Kammermusik für Violine & Violoncello. Neumeyer Consort (Christophorus, 2007)
- Giovanni Battista Pergolesi: Stabat mater. Ensemble Barock vokal, Neumeyer Consort, Michael Hofstetter (OehmsClassics, 2011)
- Georg Friedrich Händel: Messiah (Ausschnitte). Ensemble Barock vokal, Neumeyer Consort, Michael Hofstetter (Oehms Classics, 2013)
- Johann Sebastian Bach: Brandenburgische Konzerte. Neumeyer Consort (Christophorus, 2016)
- La Bizarre – Ouvertürensuiten von Georg Philipp Telemann. Neumeyer Consort (Christophorus 2017 in Koproduktion mit dem SWR)
- Johann Sebastian Bach: Markuspassion. Gutenberg-Kammerchor, Neumeyer Consort (Christophorus, 2018)
- Johann Sebastian Bach: Himmelfahrtsoratorium und Kantaten BWV 34, BWV 37. Gutenberg-Kammerchor, Neumeyer Consort, Felix Koch (Rondeau, 2018)
- Georg Friedrich Händel: Israel in Egypt. Gutenberg-Kammerchor, Neumeyer Consort, Felix Koch (Flexaton 2019)
- W. A. Mozart: Requiem d-Moll KV 626; Antonio Salieri: de profundis; Georg Joseph Vogler: Trauermusik. Gutenberg Kammerchor, Neumeyer Consort, Felix Koch (Rondeau, 2020 in Koproduktion mit dem SWR)
- Joseph Bodin de Boismortier: Kammermusik – Trios, Quartette, Concerto (Op. 34 & 37). Neumeyer Consort, Felix Koch (Christophorus 2021)